# 中伍斯特郡 (英國國會選區)

選區在伍斯特郡的位置

中伍斯特郡（英語：Mid Worcestershire），英國國會一郡選區，位於伍斯特郡，自中北部延伸至東南部，包括威奇文中部、廿五個地方選區。
自1983年創設以來一直支持保守黨。2010年大選中，當區議員彼得·勒夫以54.5%選票在該區成功連任。